# Elisabeth Stöppler
Elisabeth Stöppler (* 1977 in Hannover) ist eine deutsche Musiktheaterregisseurin. Sie ist Preisträgerin des Deutschen Theaterpreises 2019 „Der Faust“ für beste Regie im Musiktheater.

## Leben
Mit 14 Jahren war Elisabeth Stöppler Jungstudentin für Klavier an der Musikhochschule für Musik, Theater und Medien Hannover bei Konrad Meister. Nach dem Abitur folgte ein einjähriger Schauspielstudienaufenthalt in Rom. Darauf folgte das Studium der Musiktheaterregie in Hamburg u. a. bei Götz Friedrich, Peter Konwitschny, Christine Mielitz und Peter Mussbach. Von 2001 bis 2003 war sie Stipendiatin der Akademie Musiktheater Heute und erhielt für ihre Diplominszenierung 2003 den Förderpreis der Deutsche-Bank-Stiftung.
Von 2014 bis 2022 war Elisabeth Stöppler Hausregisseurin am Staatstheater Mainz, wo sie u. a. Simplicius Simplicissimus, Médée, Faust, Dialogues des Carmélites, Mathis der Maler und Don Carlo inszenierte. Sie unterrichtet seit 2018 an der Hochschule für Musik und Theater Hamburg im Fach Regie.
Elisabeth Stöppler ist mit dem Hornisten Julius Rönnebeck verheiratet und lebt in Dresden.

## Inszenierungen (Auswahl)
- Hamburgische Staatsoper: Ein weltliches Bankett[5]
- Nationaltheater Weimar: Lulu[6]
- Musiktheater im Revier Gelsenkirchen: Gloriana, Peter Grimes und War Requiem (Benjamin Britten)[7]
- Semperoper Dresden: Giuseppe Verdis Un ballo in maschera und Antikriegs-Epos Wir erreichen den Fluss/We come to the River[8]
- Oper Frankfurt: Der Goldene Drache (Eötvös)[9]
- Staatsoper Berlin: Mord an Mozart[10]
- Staatstheater Mainz: Simplicius Simplicissimus (Hartmann), Médée (Cherubini), Faust (Gounod), Dialogues des Carmélites (Poulenc), Mathis der Maler (Hindemith), Don Carlo
- Oper Chemnitz: Götterdämmerung (Wagner)[11][12][13]
- Musiktheater im Revier Gelsenkirchen: Norma (Bellini)[14][15]

## Preise
- 2001: Stipendiatin der Akademie Musiktheater Heute
- 2003: Förderpreis der Deutsche-Bank-Stiftung
- 2009: Götz-Friedrich-Preis und Förderpreis NRW
- 2019: Deutscher Theaterpreis „Der Faust“ im Fach Regie im Musiktheater, Deutschen Bühnenverein, Kulturstiftung der Länder, Deutsche Akademie der Darstellenden Künste[16]